# Pokémon (anime)
Pokémon, na japanskom Pocket Monsters (ポケットモンスター Poketto Monsutā?), je televizijska anime serija, temeljena na istoimenoj franšizi o videoigrama, koju od 1997. emitira japanska televizija TV Tokyo i distribuira u 74 zemlje.
U Japanu anime se sastoji od osam serija, saga: Pocket Monsters, Pocket Monsters Advanced Generation, Pocket Monsters Diamond & Pearl, Pocket Monsters Best Wishes!, Pocket Monsters XY, Pocket Monsters Sun & Moon, Pocket Monsters (2019) i Pocket Monsters (2023).
U Sjedinjenim Američkim Državama i Europi serija je naknadno podijeljena u dvadeset i šest sezona.
U Hrvatskoj se serija emitirala na televiziji Nova TV u rasponu 2000. do 2013. s pauzama, emitirano je prvih šest sezona i četrnaesta sezona. Na Netflixu, 2021. godine pojavljuje se dvadeset i treća sezona sinkronizirana s istom glasovnom postavom koja je sinkronizirala za Novu TV.

## Radnja

### Saga 1-7
Ash Ketchum je dječak iz grada Paleta čiji je san postati najbolji Pokémon trener na svijetu. Na svoj deseti rođendan ide do profesora Oaka kako bi primio svojeg prvog Pokémona i pokédex. Međutim, kasno stiže u laboratorij znanstvenika, koji je već podijelio Pokémone ambicioznim trenerima, ali mu je ostao još jedan, Pikachu. Ash odlučuje započeti svoju avanturu s Pokémonom koji odbija ući u Poké loptu. Pikachu se pokazuje kao tvrdoglavi Pokémon, a u pokušaju da uhvati druge Pokémona bez pribjegavanja njegovoj pomoći, Ash izaziva gnjev nekoliko Spearowa. Kako bi se spasio od napada, trener krade Mistyjev bicikl, koji je Pikachu greškom uništio. Iz tog razloga, vođa Dvorane grada Ceruleana pratit će Asha na njegovom putu do kraja Silver konferencije.
Prva dvorana s kojom se Ash susreće je Brockova. Nakon što ga je vidio kako se bori, vođa dvorane odlučuje slijediti mladog trenera kako bi ustrajao u želji da postane uzgajivač Pokémona. Slijedit će Asha sve dok, evolucija njegovog Happinyja, ga osvijesti da želi postati Pokémon doktor i vratiti se u Kanto regiju. Njih troje će stalno vrebati Jessie, James i njihov nerazdvojni Meowth. Cilj trojca Tim Rakete je oteti dječakovog Pikachua i dostaviti ga svom šefu Giovanniju, ali bezuspješno.
Ash i njegovi prijatelji pozvani su da putuju na Orange otoke kako bi dobili GS Sferu od profesorice Ivy. Očaran ljepotom istraživača, Brock ostaje na otoku Valencija kao pomoćnik dok Ash i Misty nastavljaju svoje putovanje. Uz pomoć Tracey Sketchit, dva dječaka uspijevaju spasiti Laprasa koji će koristiti za posjet arhipelagu. Nakon što osvoji Orange ligu, oslobađaju Laprasa, a Ash se vraća u Palet grad. Nakon borbe sa svojim suparnikom Garyjem Oakom, Ash, Misty i Brock posjećuju Johto, dok će Tracey ostati u Paletu, kao asistentica profesora Oaka.
Nakon što se Misty vrati u svoju dvoranu, Ash i Brock nađu se na putu kroz Hoenn, u pratnji djece voditelja dvorane Normana, Vere i Maxa. Max je premlad da posjeduje Pokémone, dok Vera sanja o tome da postane koordinatorica i dobi Torchica od profesora Bircha. Osim Tim Rakete, koji su promijenili svoje Pokémone Arboka i Weezinga (koje su oslobodili) za Cacneu i Sevipera, protagonisti će se morati suočiti s kriminalnim organizacijama Tim Aqua i Tim Magma. Verin suparnik će biti koordinator Drew.
Nakon neuspješnog sudjelovanja u Pokémon ligi, Ash posjećuje Fight Park u regiji Kanto. Uz pomoć Charizarda, Squirtlea i Bulbasaura, Ash pobjeđuje Balda i nudi mu se prilika da postane voditelj Fight Parka. Dječak odbija ponudu i odlučuje nastaviti svoje putovanje u Sinnoh regiju nakon što je poražen od Garyjevog Electivirea. Jedine Pokémone koje vodi u novu regiju su Pikachu i Aipom.
U Sinnohu upoznaje Lucindu i njezinog Piplupa, kojeg je dobila od profesora Rowan. Ona također sanja da postane koordinatorica poput svoje majke Olge. Među suparnicima skupine sastavljene od Asha, Brocka i Lucinde i njihovih suparnika Paula, Nanda i Zoey, njihovih neprijatelja kao što su podmukli lovac J i Galaxy Tim sastavljen od strašnog Cyrusa i njegovih pristaša. Međutim, snovi Asha i Lucinde se ne ostvaruju: prvi je poražen u Sinnoh ligi od Tobiasa, dok Lucinda ne pobjeđuje na Velikom festivalu koji joj je oduzela Zoey. Dječak sam nastavlja putovanje do Unova regije
U regiji Unova, Ash se sprijatelji s Iris, djevojkom koja sanja o tome da postane Gospodarica Zmajeva, i njezinim Axevom. Brockovo mjesto zauzet će poznavatelj Pokémona Cilan koji napušta dvoranu u Striatonu kako bi slijedio Asha. Na svom putu susrest će brojne trenere, uključujući Tripa i Biancu, koji će sudjelovati u Lizi Unova. Nakon toga dječaci će se suočiti s Plazma timom. Izbjegavši prijetnju kriminalne organizacije, nakon kratkog putovanja kroz Decolore otoke, Asha je Alexia uvjerila da napusti Kanto kako bi posjetio regiju Kalos.
U Kalosu upoznaje Clemonta i njegovu sestru Bonnie, koja će mu se pridružiti na putu da osvoji osam medalja koje će mu omogućiti pristup lokalnoj Pokémon ligi. Grupi će se pridružiti i Serena, mlada Pokémon koordinatorica koju je Ash već upoznao godinama ranije tijekom ljetnog kampa koji je vodio profesor Oak. Tijekom putovanja četvorica prijatelja naći će se na putovanju sa Squishyjem, jezgrom Zygardea koja bježi od tima Flare, a Ash će razviti žestoko rivalstvo s Tiernom, Trevorom, Clairom i Alainom. Samo protiv posljednjeg, dječak iz Paleta izgubit će utakmicu u finalu Kalos lige, osvojeći drugo mjesto.
Odmah nakon ceremonije zatvaranja Lige, Tim Flare napada grad Lumiose s ciljem osvajanja regije Kalos koristeći moć Zygardea (koju kontroliraju zahvaljujući stroju), ali Ash i njegovi prijatelji uspijevaju pobijediti vođu kriminalne organizacije Lysandrea, izbjegavši prijetnju. Ubrzo nakon toga, dječak se vraća u regiju Kanto i odvaja se od svojih prijatelja.
Jednog dana Ash i njegova majka Delia osvajaju odmor u tropskoj regiji Alola. Ovdje Ash upoznaje Samsona Oaka, rođaka profesora Oaka i ravnatelja pokémon škole Apple Island; i profesora Kukuija, jedan od učitelja iste škole. Na kraju praznika, Ash odlučuje ostati u Alola regiji i pohađati školu, živeći u kući profesora Kukuija. Dječak također dobiva Z-Ring od zaštitnika Pokémona Tapu Koka i odlučuje se za obilazak otoka, ritual kojem su podvrgnuti mladi treneri regije Alola, sastoji se u održavanju niza testova koji, ako uspješno prođu, omogućuju dobivanje dragocjenih Z-Crystala, neophodnih alata za aktiviranje moćnih Z-Poteza. U školi Pokémona, Ash se sprijatelji s Lillieom, Mallowom, Lanom, Sophoclesom i Kiaweom, svojim kolegama iz razreda. S njima će mladi trener Paleta formirati posebnu radnu skupinu pod nadimkom "Ultra Guardians", čija je svrha uhvatiti Ultra Beastse koje su se izgubile u Pokémon svijetu i osloboditi ih unutar Ultra Spacea kako bi održali sigurnost u regiji Alola. Nakon završetka Turneje po otocima i pobjede nad ostalom Kahunama  Alole, Ash sudjeluje i osvaja prvu Pokémon ligu u regiji pobijedivši najprije svog suparnika Gladiona u finalu, a kasnije profesora Kukuija i Tapu Kokoa u posljednjoj ekshibicijskoj utakmici Lige. Nakon trijumfa, Ash napušta zarobljenog Pokémona u Aloli u brizi profesora Kukuija i vraća se u Palet, odvajajući se od svojih školskih kolega.
Nešto kasnije profesor Oak poziva Asha i Pikachua na inauguraciju Istraživačkog centra profesora Cerase u Vermilionu. U međuvremenu, Ash se natječe na Svjetskom prvenstvu u Pokémonu, turniru koji se održava kako bi se odlučio najjači trener na svijetu za borbu protiv Leona, prvaka regije Galar i sadašnjeg monarha, a Goh pokušava uhvatiti sve Pokémone, uključujući Mewa, a kasnije sudjeluje u testnim misijama istraživačkog projekta pod nazivom "Project Mew" kako bi pronašao potonje. Ash pobjeđuje Leona u posljednjem kolu "Masters Eight" turnira Svjetskog prvenstva u Pokémonu i postaje novi monarh. Goh i ostali članovi projekta Mew putuju na otok Faraway, gdje se susreću s Mewom i Goh se sprijatelji s njim umjesto da ga uhvati. Nakon što se ciljevi postignu, Ash i Goh idu svatko svojim putem.
Ash nastavlja svoje putovanje s Pikachuom, ali usput se ponovno okupljaju s Misty i Brockom i odlučuju ponovno putovati s njima. Nakon što su neko vrijeme putovali, Ash, Brock i Misty vraćaju se svojim kućama. Zatim Ash odlučuje ponovno otputovati kako bi upoznao i sprijateljio se s novim Pokémonima kako bi postigao svoj cilj da postane Pokémon majstor.

### Saga 8
Iko, djevojka iz regije Paldea, koja nosi tajanstveni šarm, i Roy, dječak iz regije Kanto koji posjeduje tajanstveni drevnu Pokeloptu, pridružuju se Locomonautima i njihova avantura počinje. Tajanstveni privjesak pretvara se u Pokémona zvanog Terapagos, a Locomonauti uče o Luciju i odlučuju pronaći njegovih šest Pokémona poznatih kao "Šest heroja".

## Produkcija
S obzirom na tadašnji uspjeh videoigara Pokémon Red i Blue, objavljenih u Japanu 27. veljače 1996., već 1997. godine Game Freak i Nintendo počeli su razmišljati o mogućoj anime adaptaciji. U međuvremenu, dvije tvrtke već su radile na nastavcima dviju igara: Pokémon Gold i Silver, a producent Tsunekazu Ishihara bio je uvjeren da, kako bi se osigurao uspjeh dvaju naslova, anime televizijska serija ne treba realizirati. Znajući da je prosječno trajanje televizijske emisije temeljene na videoigri između šest mjeseci i godinu dana, postojao je rizik da će anime završiti i prije objavljivanja videoigara. Konačno je anime dobio zeleno svjetlo i 1. travnja 1997. emitirana je prva epizoda.
Izvorno ime protagonista serije, Satoshija, dolazi od Satoshija Tajirija, tvorca serije Pokémon, dok je ime suparnika Shigerua počast Shigeru Miyamotu Nintendovom autoru i mentoru Tajirija u osjetljivom razdoblju razvoja Pokémona Red i Blue. Kada su tvorci animea zatražili da se kao protagonist i maskota serije pojavi određeni Pokémon, Nintendo je predložio Pikachua, relativno popularno stvorenje u usporedbi s ostalima i s ohrabrujućim izgledom, što bi moglo zadovoljiti i privući i mušku i žensku publiku. Pikachu je tako postao Satoshijev prvi Pokémon i jedini koji ga je pratio na svim svojim putovanjima, stekavši veliku popularnost.
Izvorno je anime bio planiran u trajanju od 18 mjeseci međutim do kraja tog razdoblja interes za seriju u Japanu i na Zapadu uopće se nije smanjio. Sam Nintendo, nakon objavljivanja Pokémon Gold i Silver, shvatio je da će se, kako bi se osigurao kontinuitet franšize, anime morati nastaviti, nastaveći tako korak po korak s periodičnom produkcijom igranih filmova na temu Pokémona.

## Pregled serije
Pokémon je u Japanu grupiran u različite sage, koje odgovaraju jednoj ili više generacija videoigara u sagi. Trenutno je emitirano sedam cijelih saga koje su podijeljene u sezone, što signalizira bilo kakve promjene u postavljanju unutar iste sage.
- Pocket Monsters, također poznata kao "izvorna serija", koja uključuje prvu i drugu generaciju.
- Pocket Monsters Advanced Generation, bavi se trećom generacijom.
- Pocket Monsters Diamond & Pearl, bavi se četvrtom generacijom.
- Pocket Monsters Best Wishes!, bavi se petom generacijom.
- Pocket Monsters XY, bavi se šestom generacijom.
- Pocket Monsters Sun & Moon, bavi se sedmom generacijom.
- Pocket Monsters (2019), temeljena na događajima svih igara u glavnoj seriji Pokémon, uključujući naslove osme generacije.

U Americi i ostatku svijeta anime se emitirao po drugačijoj postavi epizoda, Hrvatska je pratila Američka prikazivanja, ponekad sa sitnim izmjenama.
Nova saga Pocket Monsters (2023) (ポケットモンスタ (2023)), sezona 26 u Americi nazvana "Pokemon Horizons", temeljena prema igri "Pokemon Scarlet and Violet ", bavi devetom generacijom pokemona. Za razliku od prethodnih sezona, koje su pratile avanture Asha Ketchuma, ove sezone nastupit će dva nova protagonista, Liko, djevojka iz regije Paldea, u pratnji Sprigatita, i Roy, dječak iz regije Kanto koji posjeduje tajanstvenu Pokeloptu. Tijekom njihovih putovanja susreću Friedea, pokemon profesora čiji je pokemon partner Capetan Pikachu.
| Saga                   | Američko emitiranje                           | Američko emitiranje | Američko emitiranje | Japansko emitiranje                                   | Japansko emitiranje                                   | Japansko emitiranje | Japansko emitiranje |
| Saga                   | Ime sezone                                    | Sezona              | Epizode             | Ime sezone                                            | Ime sezone                                            | Sezona              | Epizode             |
| ---------------------- | --------------------------------------------- | ------------------- | ------------------- | ----------------------------------------------------- | ----------------------------------------------------- | ------------------- | ------------------- |
| Pocket Monsters        | Indigo League                                 | 1                   | 52                  | Sekiei League                                         | Sekiei League                                         | 1                   | 82                  |
| Pocket Monsters        | Adventures in the Orange Islands              | 2                   | 49                  | Sekiei League                                         | Sekiei League                                         | 1                   | 82                  |
| Pocket Monsters        | Adventures in the Orange Islands              | 2                   | 49                  | Orange Islands                                        | Orange Islands                                        | 2                   | 36                  |
| Pocket Monsters        | The Johto Journeys                            | 3                   | 52                  | Gold and Silver                                       | Gold and Silver                                       | 3                   | 158                 |
| Pocket Monsters        | Johto League Champions                        | 4                   | 52                  | Gold and Silver                                       | Gold and Silver                                       | 3                   | 158                 |
| Pocket Monsters        | Master Quest                                  | 5                   | 52                  | Gold and Silver                                       | Gold and Silver                                       | 3                   | 158                 |
| Pocket Monsters        | Advanced                                      | 6                   | 52                  | Gold and Silver                                       | Gold and Silver                                       | 3                   | 158                 |
| Advanced Generation    | Advanced                                      | 6                   | 52                  | –                                                     | –                                                     | 4                   | 193                 |
| Advanced Generation    | Advanced Challenge                            | 7                   | 52                  | –                                                     | –                                                     | 4                   | 193                 |
| Advanced Generation    | Advanced Battle                               | 8                   | 52                  | –                                                     | –                                                     | 4                   | 193                 |
| Advanced Generation    | Battle Frontier                               | 9                   | 47                  | –                                                     | –                                                     | 4                   | 193                 |
| Diamond & Pearl        | Diamond and Pearl                             | 10                  | 51                  | –                                                     | –                                                     | 5                   | 191                 |
| Diamond & Pearl        | Diamond and Pearl: Battle Dimension           | 11                  | 52                  | –                                                     | –                                                     | 5                   | 191                 |
| Diamond & Pearl        | Diamond and Pearl: Galactic Battles           | 12                  | 52                  | –                                                     | –                                                     | 5                   | 191                 |
| Diamond & Pearl        | Diamond and Pearl: Sinnoh League Victors      | 13                  | 34                  | –                                                     | –                                                     | 5                   | 191                 |
| Best Wishes!           | Black & White                                 | 14                  | 48                  | Best Wishes!                                          | Best Wishes!                                          | 6                   | 86                  |
| Best Wishes!           | Black & White: Rival Destinies                | 15                  | 49                  | Best Wishes!                                          | Best Wishes!                                          | 6                   | 86                  |
| Best Wishes!           | Black & White: Rival Destinies                | 15                  | 49                  | Best Wishes! 2                                        | –                                                     | 7                   | 24                  |
| Best Wishes!           | Black & White: Adventures in Unova            | 16                  | 25                  | Best Wishes! 2                                        | –                                                     | 7                   | 24                  |
| Best Wishes!           | Black & White: Adventures in Unova            | 16                  | 25                  | Best Wishes! 2                                        | Episode N                                             | 7                   | 14                  |
| Best Wishes!           | Black & White: Adventures in Unova and Beyond | 16                  | 20                  | Best Wishes! 2                                        | Decolora Adventure!                                   | 7                   | 20                  |
| XY                     | XY                                            | 17                  | 48                  | XY                                                    | XY                                                    | 8                   | 93                  |
| XY                     | XY: Kalos Quest                               | 18                  | 45                  | XY                                                    | XY                                                    | 8                   | 93                  |
| XY                     | XYZ                                           | 19                  | 48                  | XY&Z                                                  | XY&Z                                                  | 9                   | 47                  |
| Sun & Moon             | Sun & Moon                                    | 20                  | 43                  | –                                                     | –                                                     | 10                  | 146                 |
| Sun & Moon             | Sun & Moon: Ultra Adventures                  | 21                  | 48                  | –                                                     | –                                                     | 10                  | 146                 |
| Sun & Moon             | Sun & Moon: Ultra Legends                     | 22                  | 54                  | –                                                     | –                                                     | 10                  | 146                 |
| Pocket Monsters (2019) | Journeys                                      | 23                  | 48                  | Pocket Monsters Pocket Monsters:Mezase Pokemon Master | Pocket Monsters Pocket Monsters:Mezase Pokemon Master | 11 12               | 136 11              |
| Pocket Monsters (2019) | Master Journeys                               | 24                  | 42                  | Pocket Monsters Pocket Monsters:Mezase Pokemon Master | Pocket Monsters Pocket Monsters:Mezase Pokemon Master | 11 12               | 136 11              |
| Pocket Monsters (2019) | Ultimate Journeys                             | 25                  | 54                  | Pocket Monsters Pocket Monsters:Mezase Pokemon Master | Pocket Monsters Pocket Monsters:Mezase Pokemon Master | 11 12               | 136 11              |
| Pocket Monsters (2023) | Horizons                                      | 26                  | –                   | Riko to Roi no tabidachi                              | Riko to Roi no tabidachi                              | 13                  | -                   |

### Specijali
Osim glavne serije i filmova, u anime seriji prikazani su i razni cjelovečernji specijali i TV kratki filmovi. Mnogi od ovih specijala usredotočeni su na legendarne Pokémone, jednog ili više glavnih likova koji su odvojeni od glavne glumačke ekipe tijekom odgovarajuće serije, dok se sporadično napravljene kasnije epizode sporednih priča obično emitiraju kao posebne epizode.
U siječnju 2022. godine izašao je Pokémon: The Arceus Chronicles, specijalni arc od četiri epizode iz Pokémon Ultimate Journeys, koji promovira Pokémon igru Pokémon Legends: Arceus. radnja epizoda događa se između 24. i 25. sezone, a od 23. rujna iste godine je dostupan na Netflixu sa hrvatskim podnaslovima.

## Filmovi
U Hrvatskoj su sinkronizirani prva četiri filma i zadnja dva 2020. i 2021. godine,  Pokémon Prvi film: Mewtwo uzvraća udarac, Pokemon 2: Moć jednoga, Pokemon 3: Čarolija Unowna, Pokemoni zauvijek, Pokémon: Mewtwo uzvraća udarac - Evolucija i Pokemoni: Film - Tajne džungle.

### Animirani filmovi
| #  | Naslov                                         | Američko objavljivanje |
| -- | ---------------------------------------------- | ---------------------- |
| 1  | Pokémon: The First Movie - Mewtwo Strikes Back | 1999.                  |
| 2  | Pokémon: The Movie 2000 - The Power of One     | 2000.                  |
| 3  | Pokémon 3: The Movie - Spell of the Unknown    | 2001.                  |
| 4  | Pokémon 4Ever: Celebi - Voice of the Forest    | 2002.                  |
| 5  | Pokémon Heroes: Latios and Latias              | 2003.                  |
| 6  | Jirachi — Wish Maker                           | 2004.                  |
| 7  | Destiny Deoxys                                 | 2005.                  |
| 8  | Lucario and the Mystery of Mew                 | 2006.                  |
| 9  | Pokémon Ranger and the Temple of the Sea       | 2007.                  |
| 10 | The Rise of Darkrai                            | 2008.                  |
| 11 | Giratina & the Sky Warrior                     | 2009.                  |
| 12 | Arceus and the Jewel of Life                   | 2009.                  |
| 13 | Zoroark—Master of Illusions                    | 2011.                  |
| 14 | Black — Victini and Reshiram *                 | 2011.                  |
| 14 | White — Victini and Zekrom *                   | 2011.                  |
| 15 | Kyurem vs. the Sword of Justice                | 2012.                  |
| 16 | Genesect and the Legend Awakened               | 2013.                  |
| 17 | Diancie and the Cocoon of Destruction          | 2014.                  |
| 18 | Hoopa and the Clash of Ages                    | 2015.                  |
| 19 | Volcanion and the Mechanical Marvel            | 2016.                  |
| 20 | I Choose You!                                  | 2017.                  |
| 21 | The Power of Us                                | 2018.                  |
| 22 | Mewtwo Strikes Back: Evolution                 | 2020.                  |
| 23 | Secrets of the Jungle                          | 2021.                  |

```
*
 Dva filma slijede sličnu radnju. Oba filma prate čovjeka po imenu 
Damon.
 U 
Black — Victini and Reshiram
, on pronalazi Zekroma, kako bi ispunio svoje ideale, dok u 
White — Victini and Zekrom
, pronalazi Reshirama kako bi pronašao istinu. U oba filma zmaj vodi Damona da upravlja gradskim plutajućim dvorcem s moćima Victinija u pokušaju da obnovi svoje staro kraljevstvo i ponovno ujedini narod Doline.
```

### Igrani film
Izlazak mobilne igre Pokémon Go 2016. godine ponovno je pokrenulo interes u Pokémone na zapadnom tržištu od početnog vrhunca početkom 2000-ih; razne holivudske filmske tvrtke obratile su se tvrtki Pokémon kako bi stekle filmska prava.  Na kraju su Warner Bros. Pictures i Legendary Entertainment postigli dogovor o produkciji adaptacije videoigre iz 2016. godine Detektiv Pikachu pod nazivom Pokemon Detective Pikachu, prvi službeni Pokémon igrani film.

## Televizijski specijali
Ovi posebni filmovi, koji traju dulje od uobičajenih 20 minutai obično nisu podijeljeni u više od jedne epizode ni u originalu ni u sinkronizaciji, često se smatraju TV Pokémon filmovima, ne računajući se u originalne epizode anime serijala. Nikada se ne pojavljuju u kinima, već se umjesto toga emitiraju na istim televizijskim postaja na kojima se emitira redoviti anime. Iako se mogu emitirati otprilike u isto vrijeme kao i druge epizode animea, obično u normalnom vremenskom okviru animea, ne dodjeljuju im se brojevi epizoda.
- Mewtwo Returns (2001.)
- The Mastermind of Mirage Pokémon (2006.)

U Hrvatskoj je sinkroniziransamo prvi specijal pod nazivom, Pokemon: Povratak Mewtwoa. S glasovnom postavom iz prvih sezona.

## Spin-off
Pokémon Chronicles je spin-off Pokémon animea u Sjedinjenim Državama. Ovo zapravo nije serija, ali je skupina izoliranih epizoda, čija radnja završava samom epizodom, usredotočena na sekundarne likove iz crtića, uključujući Garyja Oaka, Richieja ili Brockovu obitelj. Emitirana je 2005. godine s jednom sezonom i dvadeset i dvije epizode.

## Emitiranje
Anime se emitira kontinuirano na tjednoj bazi, na TV Tokio kanalu od 1. travnja 1997. godine, bez prekida između kraja jedne sage i početka sljedeće, a budu identificirne jednostavnom promjenom logotipa. U prosincu 1997., nakon emitiranja epizode Dennō senshi Porygon (でんのうせんしポリゴン?) međunarodno poznat kao Electric Soldier Porygon, koji je u Japanu izazvao niz konvulzija i napadaje epilepsije kod velikog broja gledatelja (događaj poznat kao Pokémon Shock), emitiranje animea obustavljeno je na neodređeno vrijeme. Anime se vratio u eter 16. travnja 1998., četiri mjeseca kasnije.
U travnju 2020. prijenos serije ponovno je obustavljen na neodređeno vrijeme zbog pandemije COVID-19 u Japanu i mjera prevencije koje su iz nje proizašle poput socijalnog distanciranja i samoizolacije, što je dovelo do usporavanja rada na bezbroj animiranih produkcija u Japanu. Nakon otprilike mjesec i pol dana, 31. svibnja 2020., službeni Twitter račun animea najavljuje da će se prijenos epizoda nastaviti redovito od 7. lipnja 2020.

### Hrvatsko izdanje
Hrvatsko izdanje animeae uredila je Nova TV koja je emitirala prvih šest sezona od 2000. do 2007. godine i četrnaestu sezonu od 24. ožujka  do 10. lipnja 2012. godine (dvije epizode subotom i nedjeljom). Sinkronizacija je povjerena studiju Project6 pod redateljskom palicom Nikole Klobučarića (Sezone 1,2, 3 i 4) Oleg Colnago (Sezona 3 i 4) i Zlatka Štimca (Sezone 5, 6 i 14). Za prijevode i adaptaciju zaslužna je Mirta Lijović (Sezona 2, 3, 4 i 5) i Marta Ferković (Sezona 5 (zadnjih 10 epizoda) i 6. sezona), izvršni producenti Davorko Gojun (Sezona 3, 4 i 5) i Nikola Klobučarić (Sezona 3, 4, 5 i 14)
Počevši od dvadeset i treće sezone pod nazivom "Putovanja Pokémona: Serija", koja je dostupna na Netflixu od 1. srpnja 2021., hrvatska sinkronizacija prešla je redatelju Deninu Serdareviću za studio SDI Media koja radi u sklopu Netflix Dubbing studija.
Od 2. rujna na Netflixu je dostupna dvadeset i četvrta sezona pod nazivom "Putovanja Pokémon majstora: Serija", ali samo sa hrvatskim podnaslovima., od 1. listopada 2022. dodana je sinkronizacija.
25. sezona pod nazivom "Pokemon: Velika Putovanja" dostupna je na netflixu od 24. studenoga 2023. sa hrvatskom sinkronizacijom.

### Glasovna postava
Ovo je popis glasovne postave, neki od njih su interpretirali glavne i sporedne likove, kroz sezone glasovna postava se mijenjala. 
| Sezona 1 – 4 (2000. – 2002.) | Sezona 5 (2003. – 2005.) Master Quest | Sezona 6 (2005.) Advanced | Sezona 14 (2012.) Pokémon: Crno i bijelo | Sezona 23 (2021.) Putovanja Pokémona: Serija | Sezona 24 (2022.) Putovanja Pokémon majstora: Serija | Sezona 25 (2023.) Pokemon: Velika Putovanja |
| --- | --- | --- | --- | --- | --- | --- |
| - Saša Buneta kao Ash - Jasna Palić kao Misty - Igor Mešin kao Brock i Tracey - Dražen Čuček kao Profesor Oak - Jasna Bilušić kao Ashova majka - Mila Elegović kao Jessie - Hrvoje Klobučar kao James - Zoran Gogić kao Meowth - Luka Peroš kao Giovanni - Ivana Bakarić - Ivana Hajder | - Marko Torjanac kao Ash (ep. 1 – 53) Saša Buneta kao Ash (54 – 62) - Olga Pakalović kao Misty - Igor Mešin kao Brock i Tracey - Mila Elegović kao Jessie - Hrvoje Klobučar kao James - Pero Juričić kao Meowth - Dražen Čuček kao Profesor Oak - Luka Peroš kao Giovanni - Jasna Bilušić - Ivana Bakarić | - Saša Buneta kao Ash - Dijana Bolanča kao May - Igor Mešin kao Brock - Mila Elegović kao Jessie - Hrvoje Klobučar kao James - Sven Šestak kao Meowth - Dražen Čuček kao Profesor Oak - Aleksandra Naumov - Kruno Klabučar - Siniša Ružić - Alen Šalinović - Luka Peroš - Ivana Bakarić - Vanja Ćirić - Aleksandar Cvjetković | - Saša Buneta kao Ash - Jelena Majić kao Iris - Zoran Pribičević kao Cilan - Alen Šalinović kao Burgh - Sandra Hrenar kao Bianca - Mila Elegović kao Jessie - Hrvoje Klobučar kao James - Sven Šestak kao Meowth - Dušan Bućan kao Trip - Danijela Večerinović kao Lenora | - Saša Buneta kao Ash - Ognjen Milovanović kao Goh - Zoran Pribičević kao Profesor Cerise - Mateja Majerle Chrysa i Bea(ep. 34) - Nikola Marjanović kao Ren - Mila Elegović kao Jessie - Hrvoje Klobučar kao James - Sven Šestak kao Meowth - Ana Ćapalija kao Chloe, Cerise i Sonia | - Saša Buneta kao Ash - Ognjen Milovanović kao Goh - Zoran Pribičević kao Profesor Cerise - Mateja Majerle Chrysa - Nikola Marjanović kao Ren - Dora Trogrlić kao Jessie - Hrvoje Klobučar kao James - Mladen Vujčić kao Meowth - Ana Ćapalija kao Chloe                                                                                              | - Saša Buneta kao Ash - Ognjen Milovanović kao Goh - Zoran Pribičević kao Profesor Cerise - Nikola Marjanović kao Ren - Dora Trogrlić kao Jessie - Hrvoje Klobučar kao James - Mladen Vujčić kao Meowth - Ana Ćapalija kao Chloe                                    |
| - Saša Buneta kao Ash - Jasna Palić kao Misty - Igor Mešin kao Brock i Tracey - Dražen Čuček kao Profesor Oak - Jasna Bilušić kao Ashova majka - Mila Elegović kao Jessie - Hrvoje Klobučar kao James - Zoran Gogić kao Meowth - Luka Peroš kao Giovanni - Ivana Bakarić - Ivana Hajder | - Marko Torjanac kao Ash (ep. 1 – 53) Saša Buneta kao Ash (54 – 62) - Olga Pakalović kao Misty - Igor Mešin kao Brock i Tracey - Mila Elegović kao Jessie - Hrvoje Klobučar kao James - Pero Juričić kao Meowth - Dražen Čuček kao Profesor Oak - Luka Peroš kao Giovanni - Jasna Bilušić - Ivana Bakarić | - Saša Buneta kao Ash - Dijana Bolanča kao May - Igor Mešin kao Brock - Mila Elegović kao Jessie - Hrvoje Klobučar kao James - Sven Šestak kao Meowth - Dražen Čuček kao Profesor Oak - Aleksandra Naumov - Kruno Klabučar - Siniša Ružić - Alen Šalinović - Luka Peroš - Ivana Bakarić - Vanja Ćirić - Aleksandar Cvjetković | - Saša Buneta kao Ash - Jelena Majić kao Iris - Zoran Pribičević kao Cilan - Alen Šalinović kao Burgh - Sandra Hrenar kao Bianca - Mila Elegović kao Jessie - Hrvoje Klobučar kao James - Sven Šestak kao Meowth - Dušan Bućan kao Trip - Danijela Večerinović kao Lenora | Sporedne Uloge - Vinko Štefanec kao pripovjedač (narator) i ostale sporedne uloge - Željko Šestić kao Profesor Oak, Giovanni i ostale sporedne uloge - Goran Vrbanić kao Walker / profesor Kukui - Rajana Radosavljev kao Delia Ketchum, policajka Jenny, Gohov Rotom phone, Joy, Oleana i ostale sporedne uloge - Marko Makovičić kao Ashov Rotom phone - Nikola Marjanović kao Chad, Parker Cerise, Lance, Raihan - Mirta Zečević kao Halta, profesorica Magnolia i ostale sporedne uloge - Dražem Bratulić kao Mewtwo i ostale sporedne uloge - Sandra Hrenar kao Korrina, Horace i ostale sporedne uloge - Ranko Tihomirović kao Jaye, Gurkinn, Noris i ostale sporedne uloge - Goran Malus kao Kasukarp i ostale sporedne uloge - Branko Smiljanić kao Karate majstor, Chuck i predsjednik Rose - Kristina Habubš kao kao Chloe Cerise (dijete), Jinny, Kricketina Kylie, Lillie i sporedne uloge - Maja Kovač kao Sophocles i sporedne uloge | Sporedne Uloge - Amanda Prenkaj kao Talia, Cynthia i Danka - Boris Barberić kao Announcer, Drake - Helena Novosel kao Policajka Jenny, Cara, Dawn - Goran Malus kao Bluto - Mirta Zečević kao Opal - Nikola Marjanović kao Ren - Sandra Hrenar Matić kao Rotom Phone, Iris i Korina - Branko Smiljanić kao Inspektor Decker, Drayden, Dozer i Gurkinn | Sporedne Uloge - Luka Starman kao Leon - Maja Kovač kao Sophocles i sporedne uloge - Amanda Prenkaj kao Talia - Mateja Majerle kao Erika - Helena Novosel kao Serena, Diantha - Ana Ćapalija kao Horace - Kristina Gami kao Drasna - Željko Šestić kao Profesor Oak |

### Uvodna špica
- Ervin Baučić (Sezona 1)
- Toni Cetinski i Jadranka Krištof (vokal) (Sezona 2)
- Đani Stipanićev, i Jadranka Krištof (vokal) (Sezona 3 i 4),  Enio Vučeta (vokal u 3. sezoni)
- Jacques Houdek (Sezona 5 i 6)
- Jacques Houdek i Andrea Čubrić (Sezona 14)
- Dino Jelusić (Sezona 23)
- Mateja Majerle (Sezona 24 i 25)

## Vanjske poveznice
- Službena stranica pokemon.com (en)
- Službena stranica pokemon.co.jp (ja)
- Službena stranica tv-tokyo.co.jp (ja)
- Pokémon u internetskoj bazi filmova IMDb-a